# Homaloptera
Homaloptera är ett släkte i familjen grönlingsfiskar (Balitoridae). Släktet omfattar 34 arter som alla lever i Asien, från Indien i väst till och med Borneo i öst.

## Lista över arter
| - Homaloptera bilineata Blyth, 1860 - Homaloptera confuzona Kottelat, 2000 - Homaloptera gymnogaster Bleeker, 1853 - Homaloptera heterolepis Weber & de Beaufort, 1916 - Homaloptera hoffmanni (Herre, 1938) - Homaloptera indochinensis Silas, 1953 - Homaloptera leonardi Hora, 1941 - Homaloptera manipurensis Arunkumar, 1998 - Homaloptera maxinae Fowler, 1937 - Homaloptera menoni Shaji & Easa, 1995 - Homaloptera modesta (Vinciguerra, 1890) - Homaloptera montana Herre, 1945 - Homaloptera nebulosa Alfred, 1969 - Homaloptera nigra Alfred, 1969 - Homaloptera ocellata van der Hoeven, 1833 - Homaloptera ogilviei Alfred, 1967 - Homaloptera ophiolepis Bleeker, 1853 | - Homaloptera orthogoniata Vaillant, 1902 - Homaloptera parclitella Tan & Ng, 2005 - Homaloptera pillaii Indra & Rema Devi, 1981 - Homaloptera ripleyi (Fowler, 1940) - Homaloptera rupicola (Prashad & Mukerji, 1929) - Homaloptera santhamparaiensis Arunachalam, Johnson & Rema Devi, 2002 - Homaloptera sexmaculata Fowler, 1934 - Homaloptera smithi Hora, 1932 - Homaloptera stephensoni Hora, 1932 - Homaloptera tweediei Herre, 1940 - Homaloptera vanderbilti Fowler, 1940 - Homaloptera vulgaris Kottelat & Chu, 1988 - Homaloptera wassinkii Bleeker, 1853 - Homaloptera weberi Hora, 1932 - Homaloptera yunnanensis (Chen, 1978) - Homaloptera yuwonoi Kottelat, 1998 - Homaloptera zollingeri Bleeker, 1853 |